# Buenas tardes (Telecinco)
Buenas tardes va ser un programa emès per la cadena espanyola de televisió Telecinco entre el 2000 i 2001.

## Història
El programa es va estrenar el dia 27 de novembre de 2000. La idea original i la direcció de l'espai corresponen a la periodista malaguenya María Teresa Campos i la presentació va ser a càrrec de la valenciana Nuria Roca.
L'espai va sorgir com una aposta de la cadena privada per a fer-se buit d'audiència en una franja horària, les tardes de dilluns a divendres, en aquest moment copada per la cadena rival, que en aquell moment emetia l'espai d'Ana Rosa Quintana Sabor a ti.
L'espai, tanmateix, no va aconseguir les expectatives d'audiència desitjades (al voltant de l'11% de quota de pantalla), per la qual cosa va ser retirat de la programació poques setmanes després de la seva estrena. No obstant això, li va valer a la seva presentadora una nominació als Premis TP d'Or d'aquell any.
El programa es va recuperar durant unes setmanes des del mes de gener de 2001. Comptava amb tres seccions: el concurs Lid, presentat per Nuria Roca; El color de la tarde, tertúlia sobre temes d'actualitat social i Tu dirás, terturlia política i social conduïda per María Teresa Campos. Van ser tan sols 12 dies, ja que el programa es va decidir cancel·lar el 27 de gener, passant Tu dirás, a convertir-se en programa independent.

## Format
L'espai pretenia, en la tradició dels magazins vespertins, abastar el tractament de tota mena de temes d'actualitat, amb entrevistes, concursos i actuacions musicals i una especial atenció als temes de premsa rosa.